# 熊本市立飽田西小学校
熊本市立飽田西小学校（くまもとしりつ あきたにししょうがっこう）は、熊本県熊本市南区並建町にある公立小学校。

## 沿革
- 1897年（明治30年） - 白石小学校、浜口小学校、畠口小学校の3校が合併し、並建尋常小学校となる。
- 1905年（明治38年） - 高等科併設。並建尋常高等小学校と改める。
- 1922年（大正11年） - 並建農業補習学校併設。高等科併設
- 1941年（昭和16年） - 並建国民学校と改める。
- 1947年（昭和22年） - 並建村立並建小学校と改める。
- 1955年（昭和30年） - 並建村、藤富村、八分字村の3村が合併し飽田村となり飽託郡飽田村立飽田西小学校となる。
- 1976年（昭和51年） - 飽田町制移行により、飽託郡飽田町立飽田西小学校となる。
- 1991年（平成3年） - 熊本市と合併し熊本市立飽田西小学校となる。